# Armenisch-georgische Beziehungen
Die Beziehungen zwischen der Republik Armenien und Georgien sind freundlich, aber kompliziert. Beide Staaten haben zahlreiche Zusammenarbeitsabkommen unterzeichnet.
Für Armenien gelten gute Beziehungen zu Georgien als wichtig, da es von seinen beiden Nachbarn Türkei und Aserbaidschan aufgrund des Bergkarabachkonfliktes boykottiert wird. Vor dem Zusammenbruch der Sowjetunion wurden 85 % der Waren- und Energieimporte über aserbaidschanisches Territorium abgewickelt. In Folge des Bergkarabachkonfliktes und der folgenden Schließung der Grenze durch Aserbaidschan entfiel dieser Transportkorridor. Lieferungen aus Russland müssen nun durch Georgien passieren, womit Armeniens Importe von den schlechten georgisch-russischen Beziehungen und mit Werchni Lars dem einzigen Grenzübergang, der nicht auf Separatisten-Territorium liegt, abhängig sind. Die Eisenbahnstrecke von Russland nach Armenien führt durch Abchasien und ist geschlossen, es gilt als unwahrscheinlich, dass sie in absehbarer Zeit wieder geöffnet wird.
Verschiedene Ausrichtungen ihrer Außenpolitik verhindern eine tiefere Zusammenarbeit der beiden Staaten. Georgien verfolgt eine eher pro-westliche und anti-russische Außenpolitik, während Armenien mit Russland verbündet ist und gleichzeitig gute Beziehungen zum Westen sucht. Armenien stört, dass Georgien ein enges Verhältnis zu Aserbaidschan und zur Türkei pflegt, während Georgien in Armenien einen Satellitenstaat Russlands sieht. Armenien ist Mitglied der von Russland geführten Organisation des Vertrags über kollektive Sicherheit und hat beschränkte Beziehungen zum Westen und der NATO im Rahmen der ISAF und des Irakkrieges. Georgien ist hingegen seit 1999 kein Mitglied in der Organisation des Vertrags über kollektive Sicherheit mehr, ist Gründungsmitglied der GUAM und möchte der NATO beitreten.
Obwohl Armenien sich außenpolitisch an Russland lehnt, hat es die Unabhängigkeit Abchasiens und Südossetiens nicht anerkannt.
In der Region Dschawachetien im Süden Georgiens lebt ein großer armenischer Bevölkerungsanteil. Obwohl es lokale Bürgerorganisationen wie Vereinigtes Dschawachetien gibt, die auf Autonomie drängen, kam es seit dem Ende des Georgisch-Armenischen Krieges im Jahr 1919 zu keiner Gewalt zwischen Armeniern und Georgiern in dieser Region.
Im Jahr 2019 brach Armenien zum ersten Mal mit Russland bei einer Abstimmung über das Recht der Georgier, in ihre Häuser in Abchasien und Südossetien zurückzukehren. Während einer UN-Resolution am 4. Juni stimmte Armenien in Bezug auf die Rückkehr der Vertriebenen nicht gegen Georgien. Der Schritt wurde als Zeichen des Versuchs Armeniens begrüßt, die Beziehungen zu Georgien zu stärken. Im Juni 2024 unterstützte Armenien Georgien erneut, indem es für eine UN-Resolution stimmte, die das Recht auf Rückkehr der Georgier nach Abchasien und Südossetien forderte. Die armenische Abstimmung wurde von den georgischen Medien als „historischer Moment“ gefeiert.
Am 17. November 2023 empfing der armenische Premierminister Paschinjan eine Delegation aus Georgien unter Leitung von Verteidigungsminister Juansher Burchuladze.
Während des Treffens stellte der armenische Premierminister fest, dass sich die Beziehungen zwischen Armenien und Georgien weiterhin dynamisch entwickeln und die beiden Länder in verschiedenen Bereichen zusammenarbeiten.
Am 24. November 2023 beantwortete der armenische Premierminister Nikol Paschinjan per Video Fragen armenischer Bürger. Die Öffentlichkeit fragte Paschinjan, ob Armenien Abchasien und Südossetien als besetzte Gebiete anerkennen könne. Premierminister Paschinjan antwortete mit: „Wir verteidigen die Einheit, Souveränität, territoriale Integrität, Unabhängigkeit und Demokratie Georgiens uneingeschränkt und vorbehaltlos“, sagte er.